# Джавед Карім
Джавед Карім (нар. 28 жовтня 1979, Мерзебург, НДР) — американський підприємець, один з творців сервісу YouTube, раніше зробив внесок у розроблення сервісів платіжної системи PayPal.

## Біографія
Народився в Мерзебурзі (НДР), в сім'ї німкені й бангладеського іммігранта, але ще в ранньому дитинстві переїхав з сім'єю в ФРН і виріс в м. Нойс. У 1992 році його сім'я переїхала в США, де Карім закінчив Центральну школу Міннесоти й вступив в Іллінойський університет в Урбана-Шампейн, але не закінчив його, перейшовши на роботу в PayPal, хоча в підсумку у 2004 році все-таки став бакалавром інформатики.
В університеті Карім проходив стажування в Silicon Graphics, Inc, де працював над управлінням 3D воксельними даними для дуже великих наборів даних для об'ємного рендерингу, включаючи дані для Visible Human Project Під час роботи в PayPal у 2002 році він познайомився з Чадом Херлі та Стівом Ченом. Через три роки, у 2005 році, вони заснували веб-сайт для обміну відео YouTube. Карім створив перший канал на YouTube, "jawed", 23 квітня 2005 року PDT (24 квітня 2005 року UTC) і того ж дня завантажив перше відео веб-сайту, "Я в зоопарку".
Після співзаснування компанії і розробки концепції та веб-сайту YouTube разом з Чад Херлі і Стів Чен, Карім вступив до аспірантури з комп'ютерних наук у Стенфордському університеті, одночасно виступаючи в ролі радника YouTube. Коли в лютому 2005 року сайт був представлений, Карім погодився не бути співробітником, а просто бути неформальним консультантом, і що він зосередився на навчанні. В результаті він отримав значно меншу частку в компанії порівняно з Херлі та Ченом.
Через свою меншу роль у компанії, Карім був здебільшого невідомий громадськості як третій засновник, поки YouTube не був придбаний компанією Google у 2006 році. Незважаючи на його меншу частку в компанії, покупка була все ще достатньо великою, щоб він отримав 137 443 акції, вартістю близько $64 млн, виходячи з ціни закриття акцій Google на той час.
У жовтні 2006 року Карім прочитав лекцію про історію YouTube на Університет Іллінойсу щорічній конференції ACM під назвою YouTube: від концепції до гіперзростання. Карім знову повернувся до Університет Іллінойсу у травні 2008 року як 136-й і наймолодший промовець в історії школи..
У 2005 році спільно з Чадом Герлі й Стівом Ченом заснував YouTube — перший відеоролик «Я в зоопарку» завантажено на цей сайт 23 квітня 2005 року (існує донині). Це зробив перший користувач jawed, а у 2008 році у нього було 44 відео. Пізніше вступив до аспірантури з інформатики в Стенфордському університеті. Під час продажу YouTube Google отримав 137 443 акції. Його мати є ад'юнкт-професором біохімії в Університеті Міннесоти.
Вважається членом так званої «мафії PayPal» — неформального об'єднання інвесторів і підприємців, які працювали в PayPal до її купівлі EBay 2002 року.

## Інвестиції
У березні 2008 року Карім заснував венчурний фонд під назвою Youniversity Ventures (тепер відомий як YVentures) з партнерами: Кітом Рабуа і Кевіном Хартцем Карім - один з перших інвесторів Airbnb, який інвестував у початковий посівний капітал компанії у квітні 2009 року.  Y Ventures також інвестував у Palantir, Reddit та Eventbrite.